# Xã Current, Quận Texas, Missouri
Xã Current (tiếng Anh: Current Township) là một xã thuộc quận Texas, tiểu bang Missouri, Hoa Kỳ. Năm 2010, dân số của xã này là 294 người.